# Ellis Hargreaves
Ellis Hargreaves là một cầu thủ bóng đá người Anh từng thi đấu ở vị trí inside forward. Ông từng thi đấu tại Football League cùng với Burnley và Darwen.